# 乾勲
乾 勲（いぬい いさお）は、日本の実業家。大阪府出身。ガンバ大阪元代表取締役社長。

## 略歴
大阪府出身。一時期京都で過ごした後、大阪に戻る。
大阪市立瑞光中学校、大阪府立北野高等学校、神戸大学経営学部を卒業。
高校までは運動をほとんどしていなかったが、大学時代はフィールドホッケー部に所属していた。
1963年、松下電器産業株式会社に入社。営業や企画部門を中心に様々なポストを歴任し、1999年ガンバ大阪代表取締役社長に就任した。
就任当時、累積赤字を抱えていたガンバの体質改善に着手。人員整理、グッズ在庫の一掃などを進め、赤字からの脱却を果たす。Jリーグバブルの崩壊によって観客動員が最も低迷した時期であったにもかかわらず、黒字をキープさせた乾の経営手腕が、その後のガンバ躍進の基礎となった。
また、ガンバ大阪として初の海外移籍を容認し、稲本潤一をイングランド・プレミアリーグへ送り出した。
2002年6月、任期満了にて代表取締役社長を退任（後任は佐野泉）。同時にJリーグ参与に就任した。

## エピソード
- ガンバの社長として一番大きな仕事は「経営を盤石にするということ」と語っていた[1]。